# Rém
Rém is een plaats (község) en gemeente in het Hongaarse comitaat Bács-Kiskun. Rém telt 1432 inwoners (2002).